# 沖縄県を舞台とした作品一覧
沖縄県を舞台とした作品一覧（おきなわけんをぶたいとしたさくひんいちらん）では、沖縄県内をモチーフあるいはロケーション撮影地にした小説、映画、テレビドラマ、アニメ等を記述する。

## 文芸、文学、ルポルタージュ
- 赤ん坊たちの〈記憶〉
- あそびにいくヨ!（神野オキナ）
- あほうどりのちかくで（みやら雪朗）
- あまみのくろうさぎ（椋鳩十）
- ある神話の背景（曽野綾子）
- アンマーとぼくら（有川浩）
- 怒り（吉田修一）
- 西表背徳の断崖（梓林太郎）
- ウミガメと少年（野坂昭如）
- 海燕ジョーの奇跡（佐木隆三）
- 英雄 具志堅用高伝（佐木隆三）
- 沖縄アンダーグラウンド（藤井誠二）
- オキナワ海人日和（吉村喜彦）
- 沖縄からは日本を見える（永六輔）
- 沖縄空路の女（石野径一郎）
- 沖縄県営鉄道殺人事件（辻真先）
- 沖縄殺人事件（斎藤栄）
- おきなわ島のこえ（丸木俊、丸木位里）
- 沖縄の顔（石野径一郎）
- 沖縄の民（石野径一郎）
- 沖縄の殿様 最後の米沢藩主上杉茂憲県令奮闘記（高橋義夫）
- 沖縄の骨（岡部伊都子）
- 沖縄ノート（大江健三郎）
- 沖縄八重山＜星の砂＞殺人（野村正樹）
- 沖縄より愛をこめて（西村京太郎）
- お父さんはユーチューバー（浜口倫太郎）
- 街道をゆく6沖縄・先島への道（司馬遼太郎）
- 風車祭（池上永一） - 石垣島
- 風のマジム（原田マハ）
- カデナ（池澤夏樹）
- カフーを待ちわびて（原田マハ）
- ガマ 遺品たちが物語る沖縄戦（豊田正義）
- 空手風雲録（牧野吉晴）
- 消えたタンカー（西村京太郎）
- 京都・沖縄殺人事件（山村美紗）
- 群青（宮木あや子）
- サウスバウンド（奥田英朗）
- GPS 沖縄県庁 幽霊の告白（木下半太）
- 少年たちの戦場（那須正幹）
- 白旗の少女（比嘉富子）
- 杉下右京の密室（碇卯人）
- 生と死・いのちの証言沖縄戦（行田稔彦）
- 千のキス（安達千夏）
- 宗棍（今野敏）
- 椿説弓張月（曲亭馬琴） - 琉球王国
- 月と珊瑚（上條さなえ）
- 太陽の子（灰谷健次郎）
- 太陽の棘（原田マハ）
- 手水の縁（平敷屋朝敏） - 豊見城市・南城市
- 月の扉（石持浅海）
- てっぽうをもったキジムナー（田島征彦）
- 天地に燦たり（川越宗一）
- テンペスト（池上永一） - 琉球王国
- Twelve Y. O.（福井晴敏）
- 桃源（黒川博行）
- 刀使ノ巫女 琉球剣風録
- 統ばる島（池上永一）
- 匿名者のためのスピカ（島本理生）
- 十津川警部ある挽歌（西村京太郎）
- 十津川警部海の挽歌（西村京太郎）
- 十津川警部「オキナワ」（西村京太郎）
- トライメライ（池上永一）
- ナツコ沖縄密貿易の女王（奥野修司）
- ニライカナイの語り部（鯨統一郎）
- ねじれた絆（奥野修司）
- ぱいかじ南海作戦（椎名誠）
- バガージマヌパナス（池上永一）
- はだかの捕虜（来栖良夫）
- ハブとたたかう島（椋鳩十）
- 秘境西表島で誰が死ぬ（辻真先）
- 秘祭（石原慎太郎）
- ひめゆり忠臣蔵（吉田司）
- 宮城喜久子『ひめゆりの少女 十六歳の戦場』（高文研、1995年）
- ひめゆりの塔（石野径一郎）
- 復活蛇おんな（池上永一）
- ペリリュー・沖縄戦記
- ぼくのおじいちゃんぼくの沖縄
- 星砂物語（ロジャー・パルバース）
- 骨は珊瑚、眼は真珠（池澤夏樹）
- 南へ走れ、海の道を!（佐木隆三）
- 弥勒世（馳星周）
- 焼け跡の高校教師
- ユタが愛した探偵（内田康夫）
- ラブこみっ! めざせ! 冬コミ一年生!!（日暮茶坊）
- 琉球警察（伊東潤）
- 琉球の風（陳舜臣）
- リーンの翼（富野由悠季）
- ルポ沖縄 国家の暴力（阿部岳）
- レキオス（池上永一）
- 鷲の詩（海音寺潮五郎）
- 私の沖縄戦（行田稔彦）
- 海神の島（池上永一）

## テレビドラマ
- 碧の海〜LONG SUMMER〜（2014年）
- 沖縄リゾート コンシェルジュ具志堅陽子の名推理（2012年、2014年）
- 空手風雲児（1964年 - 1965年）
- かりゆし先生ちばる!（2009年）
- 京都殺人案内28（2005年）
- サザンスコール（1994年）
- さとうきび畑の唄（2003年）
- 十字路（1978年）
- 純と愛（2012年）
- 空と海をこえて（1989年）
- ちむどんどん（2022年）
- ちゅらさん（2001年 - 2007年）
- テンペスト（2011年）
- Dr.コトー診療所（2003年）
- ニセ医者と呼ばれて 〜沖縄・最後の医介輔〜（2010年）
- ひめゆり隊と同じ戦火を生きた少女の記録 最後のナイチンゲール（2006年）
- 真夏のメリークリスマス（2000年）
- 陽光天使（2011年）
- 琉球の風（1993年）
- 瑠璃の島（2005年）

### 特撮
- 闘牛戦士ワイドー
- ハルサーエイカー
- 琉神マブヤーシリーズ

## 映画
- あゝひめゆりの塔（1968年）
- 青い珊瑚樹（1959年）[1]
- アコークロー（2007年）
- 網走番外地 南国の対決（1966年）
- 米軍（アメリカ）が最も恐れた男 その名は、カメジロー（2017年）
- 米軍（アメリカ）が最も恐れた男 カメジロー不屈の生涯（2019年）
- 怒り（2016年）
- 戦場ぬ止み（2015年）
- イツカ波の彼方二（2005年）
- うみ・そら・さんごのいいつたえ（1991年）
- 海燕ジョーの奇跡（1984年）[1]
- 海の民 沖縄島物語（1942年）
- 海は生きている（1958年）
- 浦添ようどれ よみがえる古琉球（2010年）
- ウンタマギルー（1989年）[1] - 西原町
- Aサインデイズ（1989年）[1]
- 映画 ラブライブ!虹ヶ咲学園スクールアイドル同好会 完結編 第1章 （2024年）
- 沖縄（1970年）[1]
- 沖縄健児隊（1953年）
- 沖縄10年戦争（1978年）
- オキナワの少年（1983年）[1]
- 沖縄やくざ戦争（1976年）[1]
- 沖縄を変えた男（2017年）
- 男はつらいよ 寅次郎紅の花（1995年）
- 男はつらいよ 寅次郎ハイビスカスの花（1980年）
- 海流（1959年）
- がじまる食堂の恋（2014年）- 名護市
- 風が通り抜ける道 すべての愛が存在する島〜（2024年）沖縄県後援
- 神々の深き欲望（1968年）
- 空手バカ一代（1977年）
- かんからさんしん（1989年）
- 木の上の軍隊（2025年）
- キル・ビル（2003年）
- 金田一少年の事件簿2 殺戮のディープブルー（1999年）
- 群青 愛が沈んだ海の色（2009年）
- 劇場版 のんのんびより ばけーしょん（2018年）
- 激動の昭和史 沖縄決戦（1971年）
- 健児の塔（1953年）
- ゴーヤーちゃんぷるー（2006年）
- ゴジラ対メカゴジラ（1974年）
- 護佐丸誠忠録（1935年）
- サウスバウンド（2007年）
- 3-4X10月（1990年）
- サンゴレンジャー（2013年）
- 366日（2025年）
- SeaOpening（2018年）
- シェル・コレクター（2016年）
- 借王 THE MOVIE 沖縄大作戦（1999年）
- 執念の毒蛇（1932年）[2]
- 白旗の少女 琉子 （1988年）
- 白い壁画（1942年）
- 深呼吸の必要（2004年）
- ソナチネ（1993年）
- 太平洋戦争と姫ゆり部隊（1962年）
- チェケラッチョ!!（2006年）
- 月城物語（1959年）
- 対馬丸 —さようなら沖繩—（1982年）
- 釣りバカ日誌イレブン（2000年）
- てぃだかんかん〜海とサンゴと小さな奇跡〜（2010年）
- 太陽の子 てだのふあ（1980年）[1]
- 電光空手打ち（1956年）
- 天国からのエール（2011年）
- 天の茶助（2015年）
- 友よ、静かに瞑れ（1985年）
- ドルフィンブルー フジ、もういちど宙へ（2007年）
- 仲直り三良小（1960年）[1]
- 涙そうそう（2006年）
- 夏の妹（1972年）
- 夏の思い出 沖縄伝説（2006年）
- ナビィの恋（1999年）
- ニライカナイからの手紙（2005年）
- NOEL（2003年）
- ぱいかじ南海作戦（2012年）
- 博徒外人部隊（1971年）[1]
- ハクソー・リッジ（2016年）
- パシフィック・ウォー（2016年）
- 八月十五夜の茶屋（1956年）
- 八月のかりゆし（2003年）
- パラダイスビュー（1985年）
- はれ日和 ぼくらのクソ記念日（1988年）[1]
- 秘祭（1998年）
- ひまわり〜沖縄は忘れない あの日の空を〜（2013年）
- ひめゆり（2007年）
- ひめゆりの塔（1953年）
- ひめゆりの塔（1982年）
- ひめゆりの塔（1995年）
- 百日告別（2015年）
- 風音（2004年）
- ベスト・キッド2（1986年）
- ぼくらの七日間戦争2 （1991年）
- 星砂の島のちいさな天使 〜マーメイドスマイル〜（2010年） - 竹富島
- 星砂の島、私の島（2004年）
- ホテル・ハイビスカス（2002年）
- 真昼ノ星空（2004年）
- マリリンに逢いたい（1988年）
- 南の島のフリムン（2009年）
- 南へ走れ、海の道を!（1986年）
- メイン・テーマ（1984年）
- メカゴジラの逆襲（1975年）
- 山原街道（1960年）
- 吉屋チルー物語（1962年）
- モスラ2 海底の大決戦（1997年）
- 琉球之戀（1968年）
- 琉神マブヤーTHE MOVIE 七つのマブイ（2011年）
- 流星空手打ち（1956年）
- レンブとゆりかご（2021年）

## 漫画
- イエロー・ダスト
- イヴの眠り
- エウレカセブンAO
- 美味しんぼ（長寿料理対決）
- オキナワ
- 沖縄決戦
- 沖縄で好きになった子が方言すぎてツラすぎる
- 神様のハナリ
- ギョ
- 斉木楠雄のΨ難（修学旅行編）
- さすらいアフロ田中
- 徒然チルドレン（修学旅行編）
- 太陽の玻璃
- 動物がお医者さん!?
- Dr.コトー診療所
- ハイサイ!甲子園 〜島人が燃えた1958年〜
- はるかなレシーブ
- 光の島
- BLOOD+
- ホテル・ハイビスカス
- まりんこゆみ
- YASHA-夜叉-
- ヤマタイカ
- ONE OUTS

## テレビアニメ
- アクセル・ワールド（修学旅行編）
- あそびにいくヨ!
- ウミガメと少年
- エウレカセブンAO
- SK∞ エスケーエイト
- 美味しんぼ（長寿料理対決）
- 沖縄で好きになった子が方言すぎてツラすぎる
- ギョ
- 恋する小惑星（キラ星チャレンジ）
- 斉木楠雄のΨ難（修学旅行編）
- 白い砂のアクアトープ
- 島んちゅMiRiKa
- ストラトス・フォー
- 徒然チルドレン（修学旅行編）
- はいたい七葉
- はるかなレシーブ
- BLOOD+
- ONE OUTS

## 絵本
- アニメ絵本 かんからさんしん―沖縄戦を生きぬいた子どもたち
- アニメ絵本 対馬丸 —さようなら沖繩—
- 小さな島の大きな祭り（浜田桂子）
- へいわって すてきだね（安里有生）

## 音楽
- 赤田首里殿内
- 安座里ユンタ
- 遊びぬ庭
- 阿檀の木の下で（中島みゆき）
- アンマー（かりゆし58）
- エイサー
- 黄金の海（ネーネーズ）
- 沖縄県鉄道唱歌
- 沖縄を返せ
- オバー自慢の爆弾鍋（BEGIN）
- かぎやで風節
- 組踊
- さとうきび畑
- 三線の花（BEGIN）
- 島唄（THE BOOM）
- 島人ぬ宝（BEGIN）
- ダイナミック琉球（平田太一、イクマあきら）
- チャービラサイ
- チャンプルー
- 美ら島恋歌（石原詢子）
- てぃんさぐぬ花
- 手水の縁
- 涙そうそう（夏川りみ）
- ハイサイおじさん（喜納昌吉）
- 芭蕉布
- 花～すべての人の心に花を～（喜納昌吉）
- 平和の琉歌（サザンオールスターズ）
- 紅いも娘（kiroro）
- 星の砂（小柳ルミ子）
- 矛盾の上に咲く花（MONGOL800）
- 琉歌
- 琉球愛歌（MOGOL800）
- 琉球音階
- 琉球の華（ロバート秋山）
- 琉球ムーン（国仲涼子）
- 浪漫飛行（米米クラブ）
- 1999年、夏、沖縄（Mr.Children）

## ミュージカル・ブロードウエイ
- ASIAN WIDS! -アジアの風-
- Asian Sunrise
- 木の上の軍隊
- 春櫻賦
- ひこうき雲 -七枚の手紙-
- 祭ファンタジー
- ミュージカル「ひめゆり」

## ラジオドラマ
- 樹の上のキジムナー（NHK-FM FMシアター）
- 祖国を想う沖縄を想う照屋敏子伝（NHK-FM特集オーディオドラマ）
- ニイナとオジイの戦世（やまだひさしのラジアンリミテッドFTOKYo FM）
- 見よ蒼い空に白い雲（NHK-FM 特集オーディオドラマ）
- 鷲の詩（NHK-FM青春アドベンチャー）

## ゲーム
- イハナシの魔女
- 映画「五等分の花嫁」 〜君と過ごした五つの思い出〜
- 夏空カナタ
- 南の島にふる雪
- 龍が如く3
- Call of Duty: World at War

## その他のテレビ番組・映像作品
- RBCニュース（情報・報道/琉球放送）
- うまんちゅひろば（広報/沖縄テレビ・琉球朝日）
- OTVニュース（情報・報道/沖縄テレビ）
- 沖縄んアイドル（リアリティ）
- 郷土劇場
- シェフ道筆のまーさん堂（料理）
- すくすく育て あおぞらの子
- なんじゅね?
- ひーぷー ホップ
- BOOM BOOM
- プロジェクトX（ドキュメンタリー/NHK）
  - 第15回「海のかなたの甲子園 熱血教師たち・沖縄野球涙の初勝利」
  - 第73回「8ミリの悪魔VS特命班〜最強の害虫・野菜が危ない〜」
  - 第78回「炎を見ろ 赤き城の伝説～首里城・執念の親子瓦～」
  - 第173回「命の離島へ母たちの果てなき戦い」
- みんなのニュースおきCORE